# Верх-Таркский сельсовет
Верх-Та́ркский сельсове́т — сельское поселение в Кыштовском районе Новосибирской области.
Административный центр поселения — село Верх-Тарка.

## География
Территория поселения общей площадью 41,6 км² расположена на расстоянии 662 километра от Новосибирска, в 62 километрах от районного центра и в 220 километрах от ближайшей железнодорожной станции Чаны. Протяжённость поселения с севера на юг составляет 1,5 километра и с запада на восток — 28 километров.

## История
Верх-Таркское сельское поселение (сельсовет) образовано в 1991 году.

## Население
| 2002 | 2008 | 2010 | 2012 | 2013 | 2014 | 2015 |
| ---- | ---- | ---- | ---- | ---- | ---- | ---- |
| 1276 | ↘980 | ↘809 | ↘773 | ↘729 | ↘713 | ↘686 |
| 2016 | 2017 | 2018 | 2019 | 2020 | 2021 |      |
| ↘656 | ↘637 | ↘611 | ↘580 | ↘567 | ↗570 |      |

## Состав сельского поселения
| № | Населённый пункт | Тип населённого пункта       | Население |
| - | ---------------- | ---------------------------- | --------- |
| 1 | Верх-Тарка       | село, административный центр | ↘391      |
| 2 | Макаровка        | деревня                      | ↘62       |
| 3 | Межовка          | деревня                      | ↘356      |

## Местное самоуправление
Председатель Совета поселения — Гредюшкин Николай Иванович.